# Товариство моряків
Товариство моряків (англ.Sailors' Society) — найбільша міжнародна благодійна організація, що підтримує моряків і взаємодіє з усіма вільними церквами, залишаючись незалежною, не пов'язаною безпосередньо з будь-якою однієї конкретною церквою.

## Історія створення
18 березня 1818г. — у лондонській таверні відбулася публічна зустріч під головуванням Бенджаміна Шоу, де було прийняте рішення про заснування Товариства лондонського порту (Port of London Society), яке б задовольняло релігійні потреби моряків. Першою дією Товариства було переобладнання морської шлюпки в плавучу каплицю, пришвартовану в районі Уоппінг — самому центрі лондонських доків. 14 травня 1818 р. запрацювала перша церква, присвячена морякам, що отримала названу «ковчег».
3 липня 1833г. — пройшла зустріч громадськості, яка запропонувала сформувати об'єднану організацію між Товариством лондонського порту і новою міжконфесійною місією допомоги морякам — Товариство британських і іноземних моряків (British & Foreign Sailors' Society), яка сприятиме щоденному моральному і релігійному вдосконаленню моряків.
21 грудня 1905 р. — Товариство офіційно зареєстровано згідно з Меморандумом, встановивши свої цілі і повноваження, регульовані відповідно до Статуту.
1925 р. — назва Товариства змінена на Товариство британських і іноземних моряків (British Sailors 'Society).
1995 р. — Товариство знову змінило назву на "Британське і Міжнародне товариство моряків (British & International Sailors 'Society — BISS),
29 червня 2007 р. — Меморандум і Статут оновлені через перейменування Організації в «Товариство моряків», зберігши традиційні символи на емблемі — зірку надії і голуб миру з оливковою гілкою у дзьобі.

## Роль і функції
Головна роль благодійної організації Товариство моряків — надавати допомогу і підтримку морякам торгового флоту на борту судна і в порту, коли вони перебувають на березі.
Функції, що виконує Sailors' Society:
- сприяє підвищенню добробуту моряків, забезпечуючи персональні життєво важливі комунікації;
- надає практичну допомогу всім мореплавцям через своїх капеланів, які надають морякам пастирську і духовну підтримку, фінансову допомогу, засоби зв'язку з сім'єю;
- відкриває та фінансує клуби, центри соціального забезпечення моряків у портах по всьому світу;
- впроваджує додатки, спрямовані на підвищення інформованості, поліпшення самопочуття моряків (Wellness at Sea[2]), додатки для капеланів (Chapplaincy), що показують ефективність обслуговування моряків;
- проводить інформаційно-роз'яснювальні кампанії про необхідність задоволення духовних потреб і моральної підтримки моряків, підвищення їх професійного авторитету;
- надає фінансову допомогу студентам, які отримують морську освіту, морякам, сім'ям моряків, які відчувають матеріальні труднощі.

## Діяльність
Sailors' Society представлена у багатьох ключових портах по всьому світу, підтримуючи багатоконфесійний штат капеланів, які здійснюють важливі міжкультурні комунікації. Щорічно капелани та волонтери надають допомогу тисячам моряків торгового флоту, простягають руку дружби, гостинності, пастирської турботи усім мореплавцям, які до них звернулися, незалежно від їх рангу, життєвих обставин, віросповідання, расової приналежності. Зустрічі з моряками проходять за місцем роботи — на борту вантажних / круїзних суден і у портах усього світу. Крім того, зустрічі мають і практичну мету — надання послуг, таких як: телефонні SIM-карти, щоб зв'язатися з рідними, останні випуски газет на багатьох мовах, можливість обміняти іноземні гроші в місцеву валюту для покупок.
У штаті Товариства моряків працюють професійні капелани, які надають дружню і пастирську підтримку, практичну соціальну допомогу морякам у всьому світі.
Щорічно священнослужителі відвідують тисячі суден і портів, охоплюючи турботою якомога більше моряків, наскільки це можливо. Вони ведуть пошуки сімей моряків, колишніх моряків, відвідують моряків в лікарнях, в'язницях на березі, надаючи допомогу, якщо це необхідно.
Центри для моряків, що працюють під патронатом Sailors' Society, гостинно зустрічають будь-якого моряка, що знаходиться далеко від дому. Це те місце куди можна звернутися за підтримкою перебуваючи в іноземному порту.
Капелани Товариства моряків працюють по всьому світу,  зокрема і в українських морських портах міст: Маріуполь, Херсон, Одеса, Чорноморськ, Білгород-Дністровський, Ізмаїл.